# Panax assamicus
Panax assamicus, ljekovita biljka iz Azije raširena po brdima upo indijskim državama Arunachal Pradesh, Manipur, Meghalaya, Nagaland i isto tako u Darjeelingu u Zapadnom Bengalu, gdje je lokalni stanovnici nazivaju ginseng. 
U Indiji se sakuplja njezin rizom od kojega praktičari izrađuju tonike i vitalizatore, a prodaje se i na tržnicama, pa je ova biljka postala ugrožena.